# Gouiné
Gouiné  è una città e sottoprefettura della Costa d'Avorio appartenente al dipartimento di Biankouma. Conta una popolazione di 14 909 abitanti (censimento 2014).